# Rumford (hrabstwo Oxford)
Rumford – jednostka osadnicza w Stanach Zjednoczonych, w stanie Maine, w hrabstwie Oxford.